# شاهنشاه (فیلم ۱۹۶۱)
شاهنشاه (انگلیسی: King of Kings) یک فیلم حماسی مذهبی آمریکایی به کارگردانی نیکلاس ری است که در سال ۱۹۶۱ منتشر شد.

## خلاصه داستان
فیلم داستان زندگی عیسی مسیح از بدو تولد تا به صلیب کشیده شدن و رستاخیز پس از آن را به تصویر می‌کشد.

## بازیگران
- جفری هانتر
- رابرت رایان
- هرد هتفیلد
- ویوسا لیندفورش
- ریتا گم
- ریپ تورن
- هری گواردینو
- اورسن ولز
- رویال دانو
- ژرارد تیشی
- دیوید دیویس
- بریجید بزلن
- کریس اوئرتا
- آنتونیو مایانس